# Canal 7 (Mendoza)
El Canal 7 de Mendoza, conocido como El Siete, es un canal de televisión abierta argentino afiliado a América TV que transmite desde la ciudad de Las Heras. El canal se llega a ver en gran parte de la Provincia de Mendoza a través de repetidoras. Es operado por el Grupo América.

## Historia
El 28 de abril de 1958, mediante el Decreto Ley 6287, el Poder Ejecutivo Nacional (en ese entonces a cargo del militar Pedro Aramburu, dentro de la llamada Revolución Libertadora) adjudicó al empresario Juan Gómez una licencia para explotar la frecuencia del Canal 7 de la ciudad de Mendoza, capital de la provincia homónima.
Los adjudicatarios de la licencia, formaron la sociedad Difusora Mendoza para la explotación de la licencia de televisión. La licencia inició sus operaciones el 7 de febrero de 1961 como LV 89 TV Canal 7 de Mendoza.

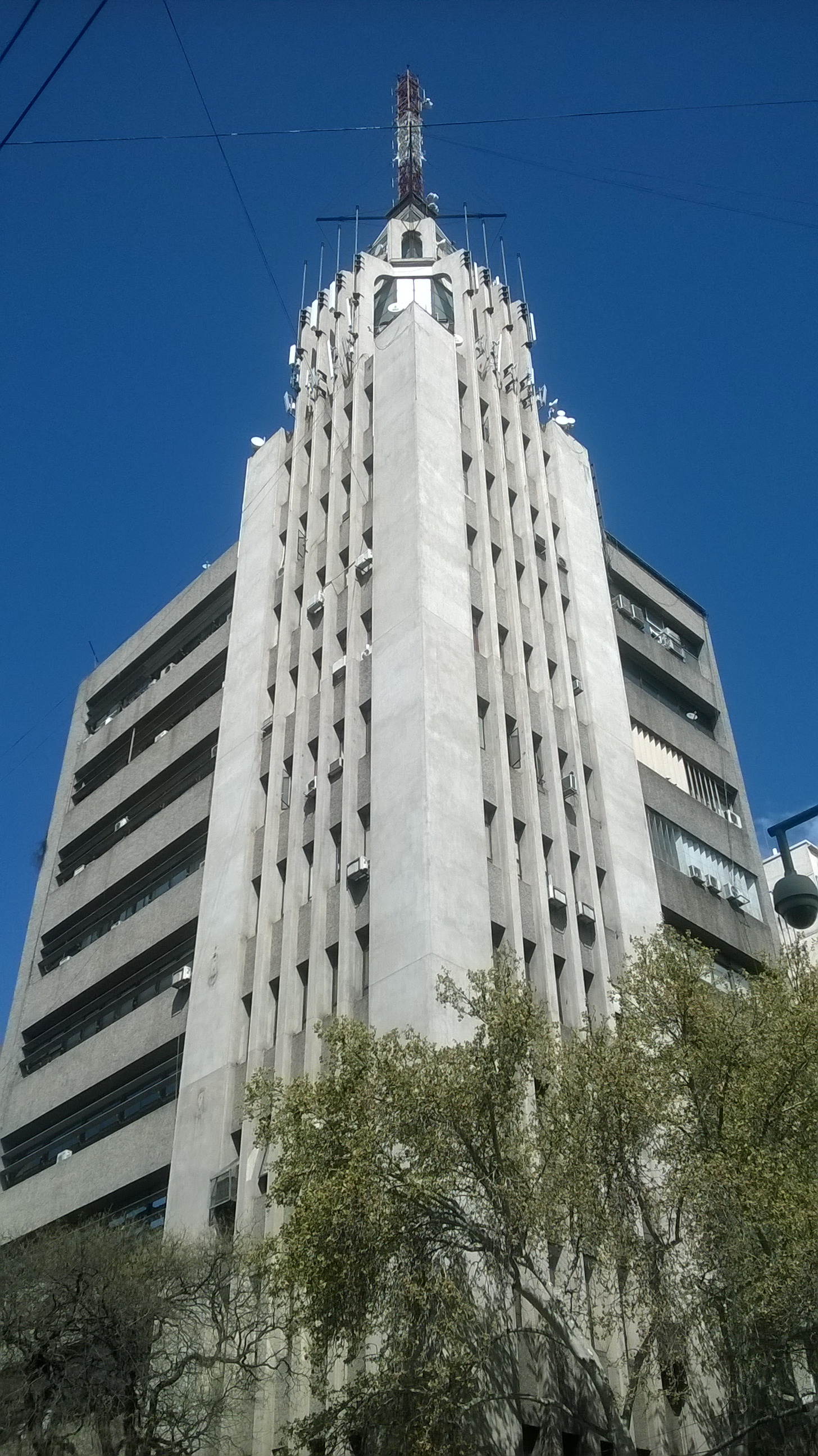
Edificio Gómez, Sede anterior del canal.

Canal 7 fue la primera emisora del oeste argentino y, desde sus inicios, sus estudios se encontraban en el 3.º y 4.º piso del Edificio Gómez en la esquina de Avenida San Martín y Garibaldi. También fue una de las primeras licencias de televisión abierta que fueron otorgadas a una ciudad del interior (junto con el Canal 8 de Mar del Plata).
En 1963, se instalaría la repetidora de Tupungato, dando cobertura al Valle de Uco. En 1969, la señal de Canal 7 llegaría a la Alta Montaña gracias a la repetidora de Uspallata. Finalmente se sumarían las de La Paz en el este mendocino y Cerro Diamante, en San Rafael.
En 1966, se incorporó el primer sistema de videotape y comenzaban las transmisiones en exteriores, aunque ya el año anterior habían transmitido íntegramente y por primera vez el Acto Central de la Fiesta Nacional de la Vendimia.

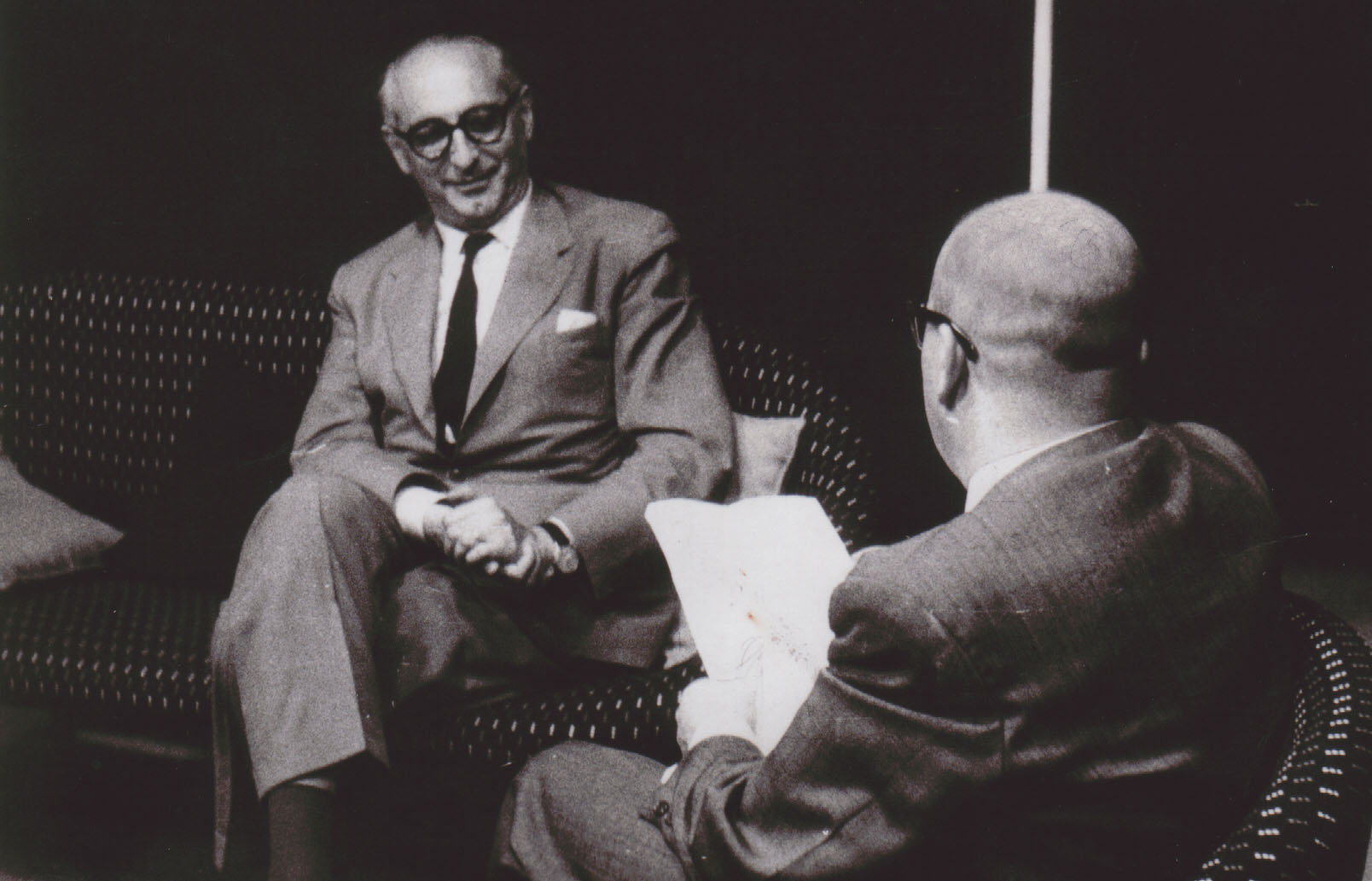
Ambrosio García Lao entrevistando a Arturo Frondizi en la televisión mendocina.

El 8 de octubre de 1973, el Estado Nacional (que en esos momentos era gobernado por Raúl Alberto Lastiri) declaró vencidas las licencias de los canales 8 de Mar del Plata, 9, 11 y 13 de Buenos Aires y 7 de Mendoza; las cuales fueron intervenidas.
En 1° de junio de 1981, Canal 7 comenzó a emitir programas en color.
El 10 de mayo de 1983, mediante la Resolución 238, el Comité Federal de Radiodifusión llamó a concurso para la adjudicación de la licencia de Canal 7. El 28 de octubre de ese año, mediante el Decreto 2838, el Estado Nacional adjudicó la licencia a Estornell.
En 1985, se comenzó a construir la planta transmisora del canal, la cual se ubicaría en la cima del Cerro Arco con el objetivo de lograr mayor propagación hacía el Gran Mendoza, las zonas norte, sur y este y algunas localidades de la zona cordillerana. Cuando comenzaron las transmisiones experimentales, la torre era de 36 metros de altura.
El Comité Federal de Radiodifusión, mediante las resoluciones 702 del 18 de febrero de 1985 y 529 del 4 de agosto de 1986, autorizó al gobierno provincial a instalar una repetidora del canal en Punta de Vacas, asignándole el canal 2 en la banda de UHF.
El 17 de septiembre de 1990, mediante el Decreto 1869, el Poder Ejecutivo Nacional autorizó a continuar con las licencias de los canales 7 de Mendoza y 8 de San Juan a Jorge Estornell S.A.
En 1992, se habían inaugurado las nuevas instalaciones del canal en la ciudad de Las Heras.
En septiembre de 1997, el Grupo UNO (hoy Grupo América) adquirió 3 canales de televisión por aire (entre ellos, Canal 7).
En febrero de 1999, mediante la Resolución 3461, la Secretaría de Comunicaciones autorizó a Canal 7 a realizar pruebas en la Televisión Digital Terrestre bajo la normativa ATSC (normativa que fue dispuesta mediante la Resolución 2357 de 1998). Para ello se le asignó el Canal 11 en la banda de VHF.
El 7 de mayo de 2008, La generación de la señal se realiza por medio de un equipo transmisor marca Harris de 20 kW de potencia, de origen estadounidense, sobre la misma antena transmisora del Cerro Arco.
El 27 de diciembre de 2010, la Autoridad Federal de Servicios de Comunicación Audiovisual, mediante la Resolución 530, autorizó al Canal 7 a realizar pruebas en la Televisión Digital Terrestre bajo el estándar ISDB-T (adoptado en Argentina mediante el Decreto 1148 de 2009). Para ello se le asignó el Canal 31 en la banda de UHF.
El 12 de junio de 2012, Canal 7 comenzó a emitir programación en HD, convirtiéndose en el primer canal de la región en emitir bajo ese formato.
El 11 de diciembre de 2013, Canal 7 renovó su imagen corporativa y adoptó el nombre de El Siete.
El 25 de mayo de 2014, Canal 7 comenzó a emitir en el canal 31.1 de la TDA de Mendoza.
El 26 de febrero de 2015, la Autoridad Federal de Servicios de Comunicación Audiovisual, mediante la Resolución 35, le asignó a Canal 7 la frecuencia 31 de la banda UHF para emitir de forma regular (en formato HD) en la Televisión Digital Terrestre. Para noviembre de ese año, Canal 7 ya estaba transmitiendo en la TDA por el canal virtual 31.1.
El 23 de octubre de 2018, la señal de Canal 7 fue incorporada junto a la de Canal 9 a la grilla de DirecTV en Mendoza luego de años de lucha en la justicia.

## Programación
Actualmente, parte de la programación del canal consiste en retransmitir parte de los contenidos del Canal 2 de La Plata (América TV).
La señal también posee programación local, entre los que se destacan Noticiero 7 (que es el servicio informativo del canal), Hola Mendoza (informativo matutino), Sentí la tarde (programa vespertino) y Chef sin fronteras nómade (programa de cocina). Los otros programas entre los que se destacan los ganadores al premio Martín Fierro Federal Vinos y Placeres (programa sobre vinos, ganador en el rubro Mejor Programa Agropecuario) y Brava en el 7 (ganador en la categoría Mejor Programa Musical).
A inicios de 2018, Canal 7, al igual que sus canales hermanos del Cuyo, dejó de emitir la programación de El Trece, reemplazando su contenido por programas de su entonces hermana porteña América TV. A enero de 2018, la programación de El Trece había vuelto al Canal 7.

## Noticiero 7
Es el servicio informativo del canal con principal enfoque a la Provincia de Mendoza. Actualmente, posee tres ediciones que se emiten de lunes a viernes (a las 6:45, a las 12:00 y a las 20:30). Además, emite Hola Mendoza, que es el noticiero de la mañana que tiene el canal.

## Repetidoras
Canal 7 cuenta con 8 repetidoras en la Provincia de Mendoza.
| Canal | Localización de las repetidoras       |
| 3     | 3 de Mayo/Villa Tulumaya              |
| 12    | La Paz                                |
| 10    | Las Cuevas                            |
| 11    | Malargüe                              |
| 65    | Paramillos de Uspallata/Villavicencio |
| 74    | San Carlos                            |
| 11    | Uspallata                             |
| 3     | Valle de Uco                          |

Anteriormente Canal 7 tuvo 2 repetidoras en la Provincia de San Luis y 1 en la Provincia de Córdoba, siendo en los años 80 y 90 dados de baja.
| Canal | Localización de las repetidoras |
| 9     | Sampacho (Fuera de servicio)    |

| Canal | Localización de las repetidoras    |
| 10    | San Luis (Fuera de servicio)       |
| 9     | Villa Mercedes (Fuera de servicio) |